# Chlorure de chloroacétyle
Le chlorure de chloroacétyle est un composé de la famille des chlorures d'acyle chlorés. Composé bifonctionnel, il est intéressant comme « bloc de construction » chimique, mais d'une double réactivité, il se comporte violemment en diverses circonstances.

## Propriétés[2]
Le chlorure de chloroacétyle est un liquide très peu inflammable (point d'éclair au-dessus de 100 °C), qui se décompose violemment dans l'eau. Il dégage de la fumée en présence d'humidité dans l'air. Il se décompose s'il est chauffé, notamment en chlorure d'hydrogène, dichlore, phosgène et dioxines. Il réagit violemment avec les alcools, l'eau, les bases ou les métaux alcalins, et les poudres métalliques.

## Synthèse
Industriellement, il est produit par carbonylation du dichlorométhane, l'oxydation du 1,1-dichloroéthène, ou par l'addition de dichlore au cétène. Il peut aussi être préparé à partir de l'acide chloroacétique et du chlorure de thionyle, du pentachlorure de phosphore ou du phosgène.

## Réactions
Le chlorure de chloroacétyle est bifonctionnel : la partie chlorure d'acyle forme facilement des esters et des amides, tandis que l'autre partie de la molécule est capable de former d'autres types de liens, par exemple avec les amines.
Dans l'exemple qui suit, le chlorure de chloroacétyle est utilisé dans la synthèse de la lidocaïne, en formant un amide par réaction avec la 2,6-xylidine (2,6-diméthylaniline) :

## Applications
Du fait de sa double réactivité, le chlorure de chloroacétyle est utilisé dans de nombreuses synthèses organiques. Il est notamment utilisé comme intermédiaire dans la production de l'alachlore et du butachlore. Le chlorure de chloroacétyle est aussi utilisé dans la production de chlorure de phénacyle, un autre intermédiaire chimique, utilisé aussi comme gaz lacrymogène. Le chlorure de phénacyle est synthétisé par acylation de Friedel-Crafts sur le benzène, catalysée par le trichlorure d'aluminium :

## Précautions
Comme la plupart des chlorures d'acyle, il réagit avec d'autres composés protiques, comme les amines, les alcools, ou l'eau, ce qui produit du chlorure d'hydrogène, et le rend lacrymogène.